# Envelope filter
Pour les articles homonymes, voir filtre.

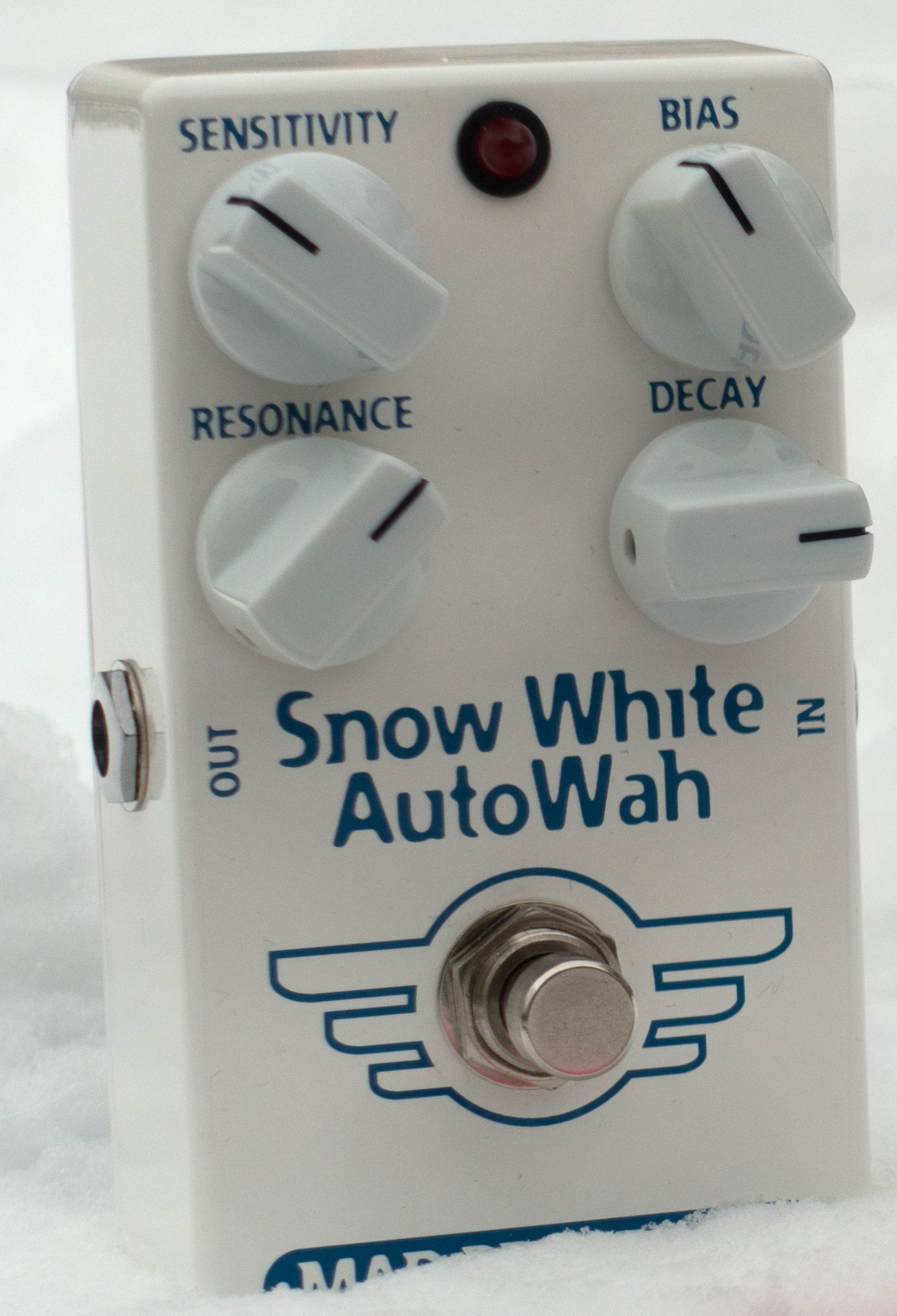
Pédale d'effet Mad Professor Snow White Autowah, avec quatre contrôles : sensibilité, biais, résonance, decay.

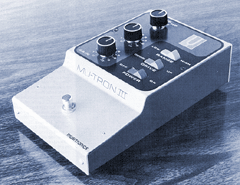
Le Mu-Tron III, premier envelope filter commercialisé en 1972.

L'envelope filter (ou autowah) est un effet audio, basé sur un filtre passe-bande qui s'ouvre en fonction de l'enveloppe sonore. Il fonctionne avec un circuit détecteur d'enveloppe. Il réagit ainsi à la façon dont l'instrument de musique est joué : plus l'attaque de la note est forte, plus le filtre s'ouvre et plus le son est aigu. Créé dans les années 1970, l'envelope filter est généralement utilisé à la basse, à la guitare électrique ou au clavier ; on le retrouve principalement dans le funk.

## Histoire
Le premier envelope filter est le Mu-Tron III (en), commercialisé en 1972. D'autres marques, comme Ibanez, Shin-ei, puis Electro-Harmonix sortent rapidement des modèles similaires. Le guitariste Pete Townshend des Who s'en sert dans le morceau Going Mobile de 1971. Le Mu-Tron III devient rapidement populaire dans le funk, utilisé par le bassiste Bootsy Collins du groupe Funkadelic. En 1973, Stevie Wonder utilise un Mu-Tron III avec un clavinet dans le morceau Higher ground. 
Le bassiste Flea des Red Hot Chili Peppers utilise également l'envelope filter.

## Fonctionnement
L'envelope filter est un effet audio de filtre, c'est-à-dire qu'il ne laisse passer que certaines fréquences. Contrairement à une pédale wah-wah, où le filtre passe-bande est activé au pied, l'ouverture du filtre d'un envelope filter est déclenchée par l'attaque de l'instrument de musique,. Ainsi, en jouant doucement, le filtre s'ouvre un petit peu, et en jouant plus fort, le filtre s'ouvre davantage, laissant passer plus d'aigus.
Les contrôles de cet effet incluent la fréquence du filtre, la sensibilité du filtre à l'attaque de l'instrument, ou encore le sens d'ouverture du filtre (des graves vers les aigus, ou au contraire des aigus vers les graves).